# Tatia galaxias
Tatia galaxias és una espècie de peix de la família dels auqueniptèrids i de l'ordre dels siluriformes.

## Morfologia
Els mascles poden assolir els 12,6 cm de llargària total.

## Distribució geogràfica
Es troba a Sud-amèrica: conca del riu Orinoco a Veneçuela, incloent-hi el riu Meta a Colòmbia.

## Hàbitat
Viu en àrees de clima tropical entre els 22-26 °C de temperatura.